# Opius taplejungensis
Opius taplejungensis är en stekelart som beskrevs av Fischer 1966. Opius taplejungensis ingår i släktet Opius och familjen bracksteklar. Inga underarter finns listade i Catalogue of Life.